# Vicinia di San Pancrazio

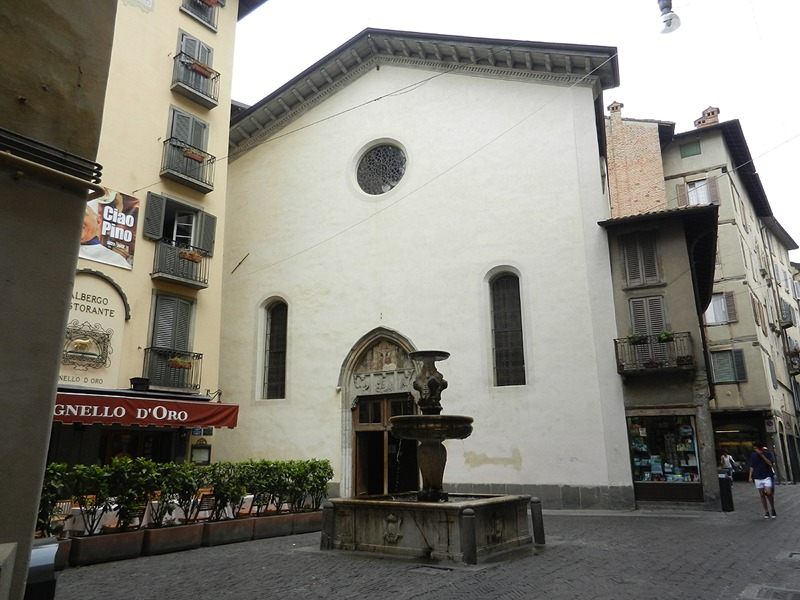
Chiesa di San Pancrazio

La vicinia di San Pancrazio era una vicinia urbana medioevale che si trovava a Bergamo e prendeva il nome dalla chiesa di San Pancrazio. 

## Posizione e storia
Dalla forma perfettamente rettangolare comprendeva la centrale e antica curtis regis: via San Pancrazio, un tempo via degli orafi, la via Gombito, la piazza Mercato delle Scarpe, fino alla piazza Mercato del Fieno, divisa in due da via del Gombito, via dove erano presenti un susseguirsi di attività commerciali e magazzini, ed è la vicinia urbana di Bergamo con il maggior numero di documenti, che permettono la ricostruzione dell'organizzazione sociale e amministrativa del XII e XIII secolo. Questa parte cittadina era stata ricavata da sbancamenti e ripiene che avevano dato luogo a varie viuzze già in epoca romana, e la presenza di tante attività commerciali era conseguenziale anche alla presenza di abitazioni che si svilupparono su più piani, per la maggior parte di comemrcianti di stoffe e sarti tra i quali i Locatelli Zuccanini provenienti da Albino, i Pedretti Morandi, i Benaglio e i Pincini. Una bottega venne data ai figli del famoso architetto Mauro Codussi dove fu indicato che i figli non avevano la stoffa del padre e forse uno dei figli, Santino, doveva avere problemi cognitivi.
Tra i personaggi illustri che abitarono la vicina vi fu Alberico da Rosciate che chiese di essere sepolto nella chiesa della vicinia con il padre Tazio, ma venne poi sepolto nella chiesa di San Nicolò ai Celestini.
Le vicinie erano organizzazioni socio-politico-amministrative, sulle cui origini esiste poca documentazione; si fa risalire la formazione all'epoca romana, in forme consociative di carattere parentale o gentilizio, forme societarie che si ampliarono durante l'età barbarica, fornendo ai comuni una consolidata tradizione organizzativa.
 Le vicinie, a Bergamo, sostituirono l'organizzazione dell'alto medioevo a cui facevano riferimento le porte d'accesso alla città (Sant’Alessandro, San Lorenzo, Sant’Andrea e Santo Stefano), ma che verso il mille mutarono: la costruzione prima di piccoli oratori, e poi chiese più ampie e le loro necessità, portarono a creare queste nuove comunità..

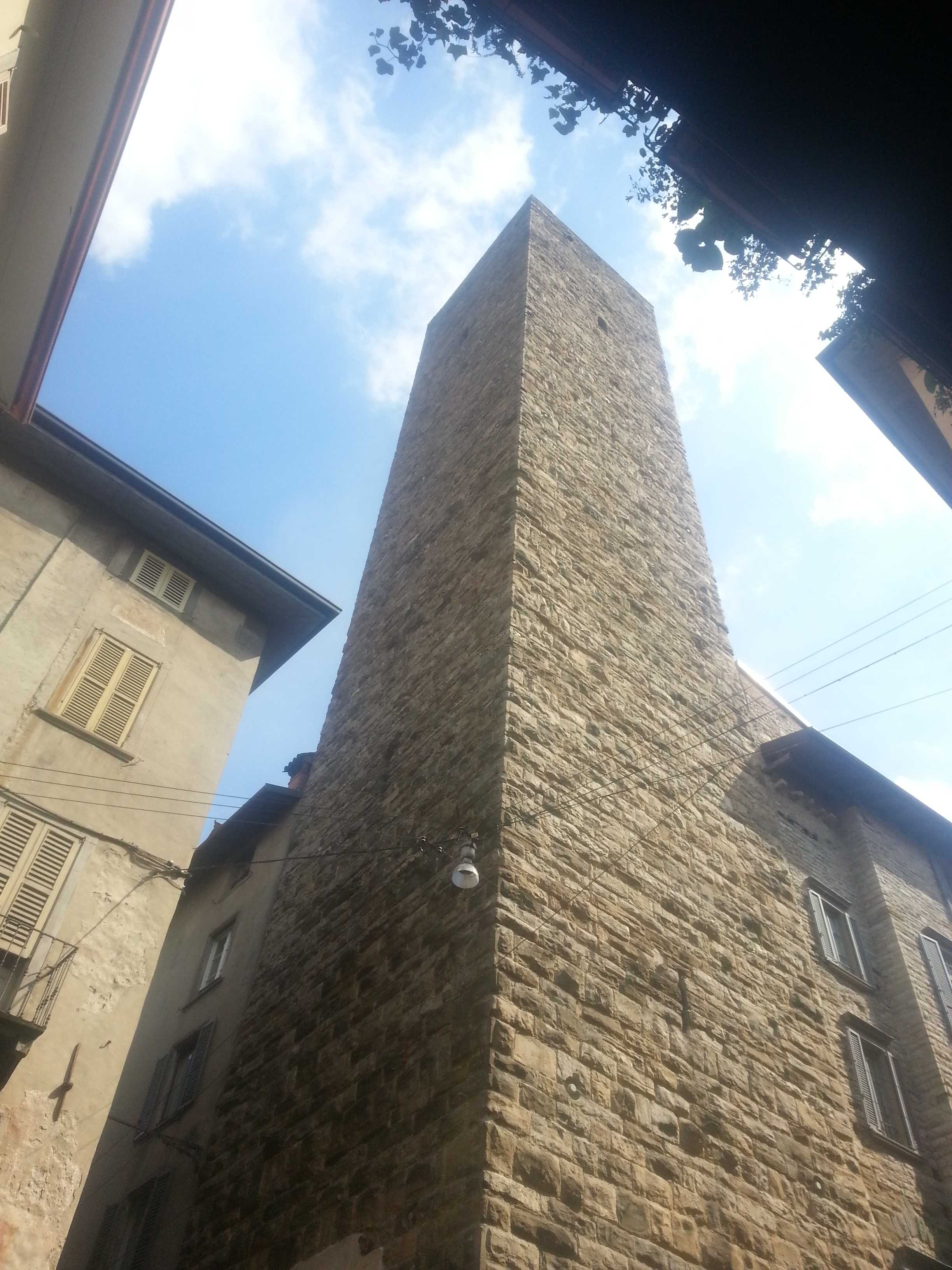
Torre del Gombito - Vicinia di San Pancrazio

La vicinia di San Pancrazio è quella che ha un maggior numero di documenti che permettono la ricostruzione di come si sono organizzate e evolute le vicine bergamasche. Viene citata per la prima volta nel 952 in un atto Johannes et Adalbertus, pater et filius de infra dict civitae Bergamo qui dicitur de Sancto Pancrazio. Si trovava nella parte centrale della città, poco estesa come territorio, ma sicuramente densamente popolata; le torri gentilizie raccontano una società nobile.
È solo del 1251 il primo elenco completo delle 17 vicinie di Bergamo , nel documento di pace tra Brescia e Bergamo, numero che sicuramente variò con il tempo

## Organizzazione
L'Assemblea della vicinia di San Pancrazio, era composta da: 
- Il consolato: nel XIII secolo tre erano i consoli eletti ad amministrare la vicinia, uno di questi con le funzioni di canevaro che si occupava della gestione economica concreta[11], incassando dazi e effettuando pagamenti
- Il Consiglio della credenza, composto da 12 membri: tra questi erano sempre presenti un notaio e un factore racionis, che si occupava del controllo finale dei conti. I membri venivano eletti tra quelli che avevano raggiunto i 18 anni abitanti la vicinia[12]. I vicini che non partecipavano attivamente alle assemblee potevano essere puniti con una sanzione[13].

Questi mandati avevano una durata semestrale: ogni fine anno o inizio di quello nuovo, così come ogni fine giugno o inizio luglio, si riuniva l'Assemblea della Vicinia  chiamata reformaciones in ecclesia S. Pancraci convocata al suono delle campane more solito voce preconia et campana pulsata. Oltre ai consoli e ai membri della credenza, l'assemblea era aperta a tutta la vicinia che si riuniva nella chiesa: questa non era solo un luogo di culto ma luogo d'assemblea e di scuola. Le elezioni portavano a non poche discussioni, sia sui tempi, sulle modalità e sull'aspetto remunerativo dei consoli, mentre gli altri membri venivano eletti ad sortem.

### Vicinia e il comune
Le autorità comunali, nel XIII secolo, imposero alcune regole per le elezioni dell'assemblea delle vicinie, volendo mettere ordine nelle differenti organizzazioni, cercando di averne anche il controllo. Il canevaro neoeletto riceveva lo statuto, e aveva obbligo di registrarne ogni delibera, mentre i consoli, divenuti due, tra cui un notaio, avevano il dovere di imporre ai vicinii le regole emanate dall'amministrazione del comune. Ai consoli era chiesta una sanzione stabilita in 25 lire, a garanzia di eventuali trasgressioni. Da qui il riconoscere da parte del comune di questa forma organizzativa, ma anche da parte della vicinia obbligo di fedeltà alla città.
Saranno i consoli della vicinia a ratificare il trattato di pace nel 1251 tra Bergamo e Brescia, a conferma di quanto le vicinie erano integrate nell'ordinamento cittadino.

### Giustizia

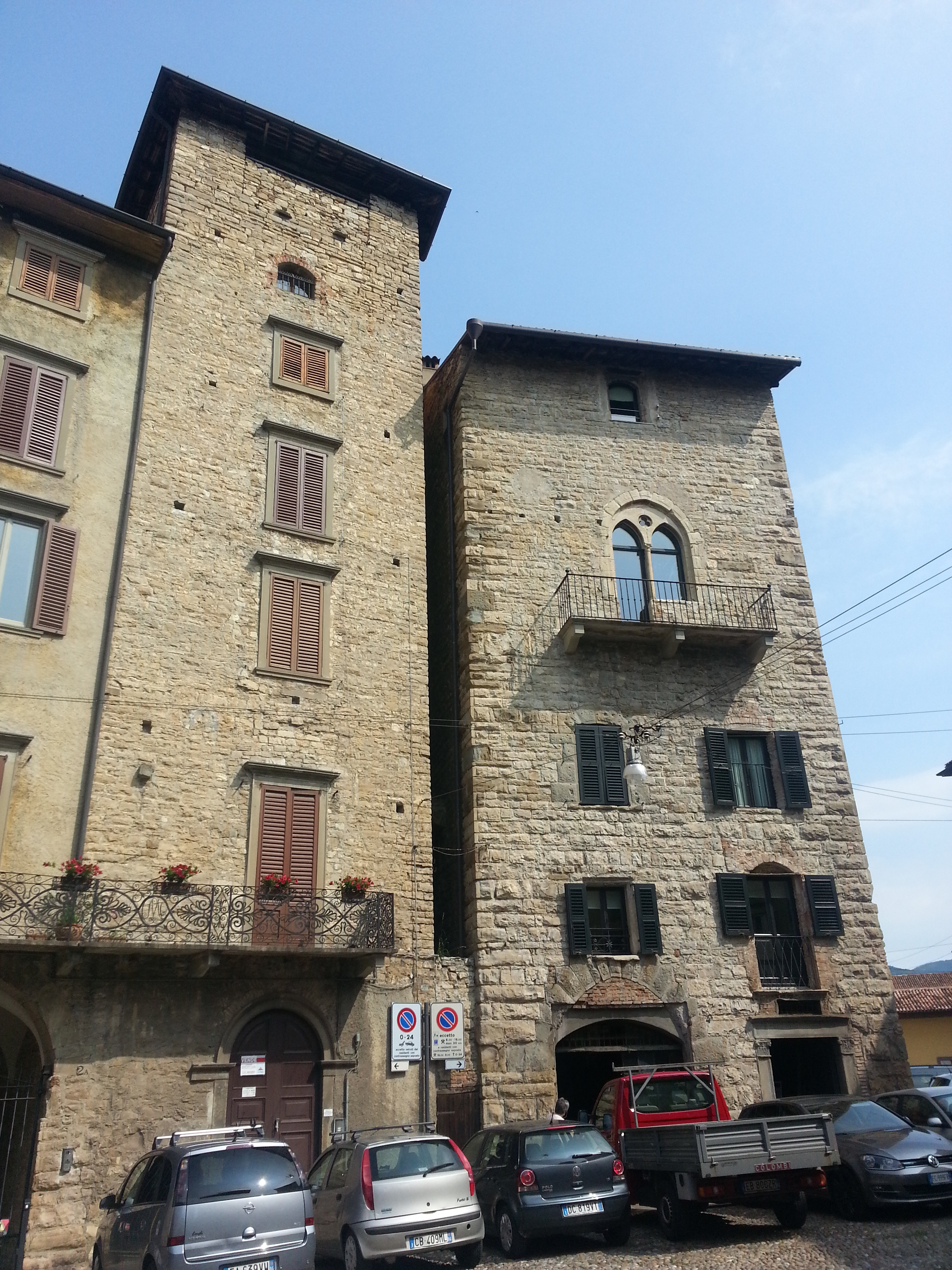
Piazza del fieno

I consoli vicinali avevano il potere di prendere decisioni riguardanti le vicende della vicinia, ma nessun potere giuridico, potevano imporre sanzioni economiche ma nessuna condanna, che restava diritto delle autorità comunali. 
 La vicinia di San Pancrazio aveva una propria organizzazione ben armata, con un proprio gonfalone. Un documento del 1290 riporta l'acquisto di tessuti, dai colori bianco e rosso, per poter confezionare un vessillo nuovo, essendo stato smarrito nell'Oglio dal console Pietro de Capitaneis de Scalve il precedente, durante la guerra contro i bresciani, e non ritrovato. Questo documenta che la milizia della vicinia di San Pancrazio partecipò alle guerre della città di Bergamo in maniera attiva. Ma il ruolo della vicinia di maggior importanza era la difesa della città, con un sistema di guardia notturne. 
Le delibere di San Pancrazio documentano quanto erano frequenti omicidi e ferimenti all'interno della vicinia, obbligo del console era di denunciare questi eventi entro cinque giorni e di risalire al malfattore con la consegna poi alle autorità, pena il pagamento da parte della comunità del risarcimento dei danni al danneggiato; questa era una grande spesa per tutti gli abitanti della vicinia che dovevano autotassarsi. Risulta che nel 1289 per poter risarcire i danni causati dalla non riuscita cattura di Zigala de Ponterolo, la vicinia dovette addebitarsi con Castellino Penchene che ne anticipò il denaro; così come, nel 1296, la mancata cattura di Degoldeo Rustigonum de Lemenno, colpevole di aver ucciso Zambono Barberi, obbligò la vicinia di San Pancrazio a contrarre un mutuo per pagare la sanzione di lire 100 al comune. La giustizia, la difesa, come l'armamento della milizia, erano una spesa che gravava molto sulla vicinia, tanto che nel 1289 si decise di tassare di 40 soldi chi non avesse partecipato alla cattura di un malfattore, così come era previsto un premio per chi avesse contribuito alla cattura.
Con l'occupazione veneta l'autonomia della vicinia mutarono, della sicurezza fu incaricato il Capitaneus il quale rispondeva direttamente al governatore.

### Tributi e tasse
I vicini erano tassati in base ai propri beni, ogni cittadino dichiarava i propri estimi e su questi dati venivano calcolati i dazi, che però non sempre venivano pagati. Pagare le tasse per una determinata vicinia garantiva a pieno titolo l'appartenente alla vicinia stessa. Durante il XII secolo però le cose cambiarono: oltre alla tassazione della vicinia, gravarono le imposte (frodo) richieste dal comune rendendo oneroso agli abitanti il pagamento. Per questo motivo i notai o i consiglieri accedevano a mutui, o prestiti i cui pagamenti venivano dilazionati e suddivisi tra gli abitanti.
Dal registro del 1303 un documento della vicinia di San Pancrazio elenca i cittadini che hanno restituito i soldi che prestaverunt per la realizzazione del murum citatinum quod ordinatium fiut per comunem Pergomi.
La stessa amministrazione del comune passò a questi prestiti forzosi per poter sovvenzionare le spese di guerra. 

Quando le tasse diventarono troppo gravose, e fu difficile restituire i mutui, si passò alle imposte indirette, la tassa sulla vendita al minuto del vino, con l'imposizione del comune alle vicinie di dare in appalto le garoffie (partizioni). O il reparto della talea salis, la vicinia di San Pancrazio obbligata all'acquisto sulla base dell'estimo. Solo agli inizi del 1300 si tornò al frodo, sempre calcolato in base agli estimi, ma più il comune imponeva dazi e regole, maggiormente il potere della vicinia diminuiva: nel 1318 i registri della vicinia segnarono un aumento dei dazi e un calo di entrate.